# Neos (linie lotnicze)
Neos – włoskie linie lotnicze założone w 2001, z węzłem przesiadkowym na lotnisku Mediolan-Malpensa. Obsługują połączenia regularne i czarterowe.

## Flota
Według stanu na marzec 2025 flota Neos składała się z 17 samolotów o średnim wieku 7,1 lat:
| Samolot          | Samolot | Samolot   | Liczba miejsc | Liczba miejsc | Liczba miejsc | Uwagi                                                     |
| Model            | Aktywne | Zamówione | P             | E             | Łącznie       | Uwagi                                                     |
| ---------------- | ------- | --------- | ------------- | ------------- | ------------- | --------------------------------------------------------- |
| Boeing 737-800   | 4       | -         | -             | 186           | 186           |                                                           |
| Boeing 737 MAX 8 | 7       | 1         | -             | 186           | 186           |                                                           |
| Boeing 787-9     | 6       | -         | 28            | 327           | 355           | Od września 2024 jeden z samolotów stacjonuje w Warszawie |
| Łącznie          | 17      | 1         |               |               |               |                                                           |

## Porty docelowe
Linia oferuje połączenia do 69 portów lotniczych w 39 krajach na całym świecie.